# Karl Gerold Goetz
Karl Gerold Goetz (* 11. Oktober 1865 in Basel; † 19. Mai 1944 ebenda) war ein Schweizer evangelischer Geistlicher und Hochschullehrer.

## Leben
Karl Gerold Goetz war der Sohn des Baseler Kaufmanns und Stadtrats Rudolf Heinrich Goetz.
Er immatrikulierte sich 1884 an der Universität Basel und begann mit einem Studium der Theologie, das er an der Universität Göttingen, der Universität Berlin und an der Universität Marburg fortsetzte, dort promovierte er mit seiner Dissertation Geschichte der Cyprianischen Litteratur bis zu der Zeit der ersten Erhaltenen Handschriften 1891 bei Adolf von Harnack zum Lic. theol.
Von 1888 bis 1892 war er, als Nachfolger von Philipp Meyer, Pfarrer der deutsch-evangelischen Gemeinde Smyrna.
Er begann von 1897 bis 1915 als Privatdozent an der Universität Basel zu lehren, in dieser Zeit war er von 1898 bis 1903 Pfarrhelfer in Binningen.
1915 wurde er als ausserordentlicher und 1917 als ordentlicher Professor für Neues Testament an die Universität Basel berufen; 1921, 1925 und 1930 war er Dekan der Theologischen Fakultät. 1935 erfolgte seiner Emeritierung.
Von 1918 bis 1942 war er Mitglied der Kirchensynode.
Karl Gerold Goetz war unverheiratet.

### Theologisches Wirken
Karl Gerold Goetz arbeitete kritisch-historisch über Cyprian von Karthago, das Leben Jesu und das Abendmahl. Seiner Meinung nach, war der geschichtliche Jesus als für die Frömmigkeit genügend. Er bezweifelte, dass dieser sich als Messias bezeichnet habe, und deutete das Abendmahl symbolisch; er verstand Jesus als geistige Nahrung.

## Ehrungen und Auszeichnungen
- 1905 wurde er durch die Theologische Fakultät der Universität Basel zum Dr. theol. h. c. ernannt.

## Schriften (Auswahl)
- Geschichte der Cyprianischen Litteratur bis zu der Zeit der ersten Erhaltenen Handschriften. Basel, Verlag von R. Reich vorm. C. Detloffs Buchhandlung, 1891.
- Die Busslehre Cyprians: eine Studie zur Geschichte des Bussacramentes. Königsberg: Braun; Weber, 1895.
- Der alte Anfang und die urspruengliche Form von Cyprian's Schrift Ad Donatum. Leipzig Hinrichs 1899.
- Die heutige Abendmahlsfrage in ihrer geschichtlichen Entwicklung: ein Versuch zur Lösung. Leipzig: Hinrichs, 1907.
- Genügt der geschichtliche Jesus für die praktische Theologie und Frömmigkeit oder nicht? Frankfurt a. M.: Diesterweg, 1914.
- Abendmahl und Messopfer.  Zürich 1918.
- Petrus als Gründer und Oberhaupt der Kirche und Schauer von Gesichten nach den altchristlichen Berichten und Legenden, eine exegetisch-geschichtliche Untersuchung. Leipzig: J.C. Hinrichs, 1927.
- Der Ursprung des kirchlichen Abendmahls, blosse Mahlgemeinschaft von Jesus und seinen Jüngern oder eine besondere Handlung und Worte von Jesus? Basel: Druck von F. Reinhardt, 1929.
- Hat sich Jesus selbst für den Messias gehalten und ausgegeben? Gotha: Klotz, 1933.
- Das antichristliche und das christliche, geschichtliche Jesusbild von heute. Basel: Helbing & Lichtenhahn, 1944.